# Lucama
Lucama – miasto w Stanach Zjednoczonych, w stanie Karolina Północna, w hrabstwie Wilson.